# Gemeenschappelijk buitenlands en veiligheidsbeleid

Vlag van EU

Het Gemeenschappelijk buitenlands en veiligheidsbeleid (GBVB) is het buitenlands en defensiebeleid van de EU ten opzichte van de buitenwereld.
Beslissingen in de Raad van de Europese Unie moeten genomen worden met unanimiteit tussen de lidstaten, maar eens akkoord kunnen bepaalde aspecten verder beslist worden met gekwalificeerde meerderheid.
Buitenlands beleid wordt voorgezeten en vertegenwoordigd door de hoge vertegenwoordiger voor het GBVB. Sinds december 2024 wordt deze positie vervuld door de Estse Kaja Kallas.

## Geschiedenis

### 1957-1993
Samenwerking in internationale handelsbesprekingen, in het kader van de gemeenschappelijke handelspolitiek, dateren al sinds de oprichting van de Europese Gemeenschap in 1957. Het GBVB zelf heeft zijn oorsprong in de vorming van de Europese Politieke Samenwerking (EPs) in 1970. Europese Politieke samenwerking was een informeel overleg tussen de lidstaten op buitenlands beleid, met als doel het creëren van een gemeenschappelijke benadering van het buitenlands beleid en de bevordering van zowel de eigen belangen van de EG en die van de internationale gemeenschap als geheel. Dit geldt ook voor het bevorderen van internationale samenwerking, respect voor de mensenrechten, de democratie en de rechtsstaat. Een voorbeeld is de Verklaring van Venetië van 13 juni 1980.

### 1993-2009
Van 1993 tot 2009 viel het GBVB onder de tweede pijler van de Europese Unie. De tweede pijler werd opgericht met het Verdrag van Maastricht (1992), werd verder verfijnd in het Verdrag van Amsterdam (1997), en verving de voorheen bestaande Europese Politieke Samenwerking (EPS).
In de tweede pijler hadden de Europese Commissie en de EU-lidstaten beide het recht van initiatief. Voor besluiten over gemeenschappelijke strategieën was unanimiteit in de Raad van ministers vereist. Bij meer uitvoeringsgeoriënteerde besluiten was een gekwalificeerde meerderheid in de Raad nodig. Lidstaten konden zich ook onthouden van stemming ('constructieve onthouding').
Als een belangrijk nationaal belang in het geding was konden lidstaten verhinderen dat tot besluitvorming met een gekwalificeerde meerderheid werd overgegaan. Met gekwalificeerde meerderheid kon dan besloten worden de zaak aan de Europese Raad voor te leggen. In de Europese Raad was vervolgens unanimiteit nodig.
Het Europees Parlement had nauwelijks een rol in de formele besluitvorming in de tweede pijler. Wel moest de voorzitter van de Raad het Europees Parlement raadplegen over de belangrijkste aspecten van het GBVB en erop toezien dat de opvattingen van het Europees Parlement naar behoren in aanmerking worden genomen. Het Europees Hof van Justitie had in het geheel geen rol in de tweede pijler.
De Europese Veiligheids- en Defensie-Identiteit (EVDI) van de NAVO werd overgenomen door de Europese Unie als het Europees veiligheids- en defensiebeleid (EVDB), in 2009 ten slotte hernoemd tot Gemeenschappelijk veiligheids- en defensiebeleid (GVDB). Het belangrijkste onderdeel van dit beleid zijn de Petersbergtaken, die de EU van de West-Europese Unie (WEU) heeft overgenomen.

### 2009 tot heden
Het Verdrag van Lissabon, dat van kracht werd in december 2009, bracht een einde aan het pijlersysteem. Zo eindigde aldus de status van het GBVB als pijler. Bovendien creëerde het Verdrag van Lissabon, in een poging om meer coördinatie en samenhang in het buitenlands beleid van de EU te waarborgen, een hoge vertegenwoordiger van de Unie voor Buitenlandse Zaken en Veiligheidsbeleid. De functie van hoge vertegenwoordiger voor het GBVB en de functie van Europees Commissaris voor Externe Relaties werden daarvoor gefuseerd. De hoge vertegenwoordiger is tevens vicevoorzitter van de Europese Commissie en voorzitter van de Raad van Ministers van Buitenlandse Zaken. Sinds december 2011 is de hoge vertegenwoordiger ook verantwoordelijk voor de Europese dienst voor extern optreden (EDEO, in het Engels EEAS), die ook werd gecreëerd door het Verdrag van Lissabon.

## Tijdlijn
|                          |                                        |                                                          |                                                          |                                                          |                                                          |                           |                           |                    |      |          |      |
| 1948                     | 1952                                   | 1958                                                     | 1967                                                     | 1987                                                     | 1993                                                     | 1993                      | 1999                      | 2002               | 2003 | 2009     | 2011 |
| Brussel                  | EGKS                                   | EEG / Euratom                                            | Fusieverdrag                                             | Europese Akte                                            | EU-Verdrag                                               | EU-Verdrag                | Amsterdam                 |                    | Nice | Lissabon |      |
|                          |                                        |                                                          | Europese Gemeenschap voor Kolen en Staal (EGKS)          |                                                          |                                                          |                           |                           |                    |      |          |      |
|                          |                                        | Europese Gemeenschap voor Atoomenergie (EURATOM)         |                                                          |                                                          |                                                          |                           |                           |                    |      |          |      |
|                          | Europese Economische Gemeenschap (EEG) | Europese Economische Gemeenschap (EEG)                   | → P Ĳ L E R S →                                          |                                                          | Europese Gemeenschap (EG)                                | Europese Gemeenschap (EG) | Europese Gemeenschap (EG) | Europese Unie (EU) |      |          |      |
|                          | ↑Europese Gemeenschappen↑              | ↑Europese Gemeenschappen↑                                | ↑Europese Gemeenschappen↑                                | Justitie & Binnenlandse Zaken (JBZ)                      | Europese Gemeenschap (EG)                                | Europese Gemeenschap (EG) | Europese Gemeenschap (EG) | Europese Unie (EU) |      |          |      |
|                          |                                        | Politiële & justitiële samenwerking in strafzaken (PJSS) | → P Ĳ L E R S →                                          |                                                          |                                                          |                           |                           | Europese Unie (EU) |      |          |      |
|                          | Europese politieke samenwerking (EPS)  | Gemeenschappelijk buitenlands & veiligheidsbeleid (GBVB) | Gemeenschappelijk buitenlands & veiligheidsbeleid (GBVB) | Gemeenschappelijk buitenlands & veiligheidsbeleid (GBVB) | Gemeenschappelijk buitenlands & veiligheidsbeleid (GBVB) |                           |                           | Europese Unie (EU) |      |          |      |
|                          | Europese politieke samenwerking (EPS)  |                                                          |                                                          |                                                          |                                                          |                           |                           | Europese Unie (EU) |      |          |      |
| West-Europese Unie (WEU) |                                        |                                                          |                                                          |                                                          |                                                          |                           |                           | Europese Unie (EU) |      |          |      |
|                          |                                        |                                                          |                                                          |                                                          |                                                          |                           |                           |                    |      |          |      |